# J. Smith-Cameron

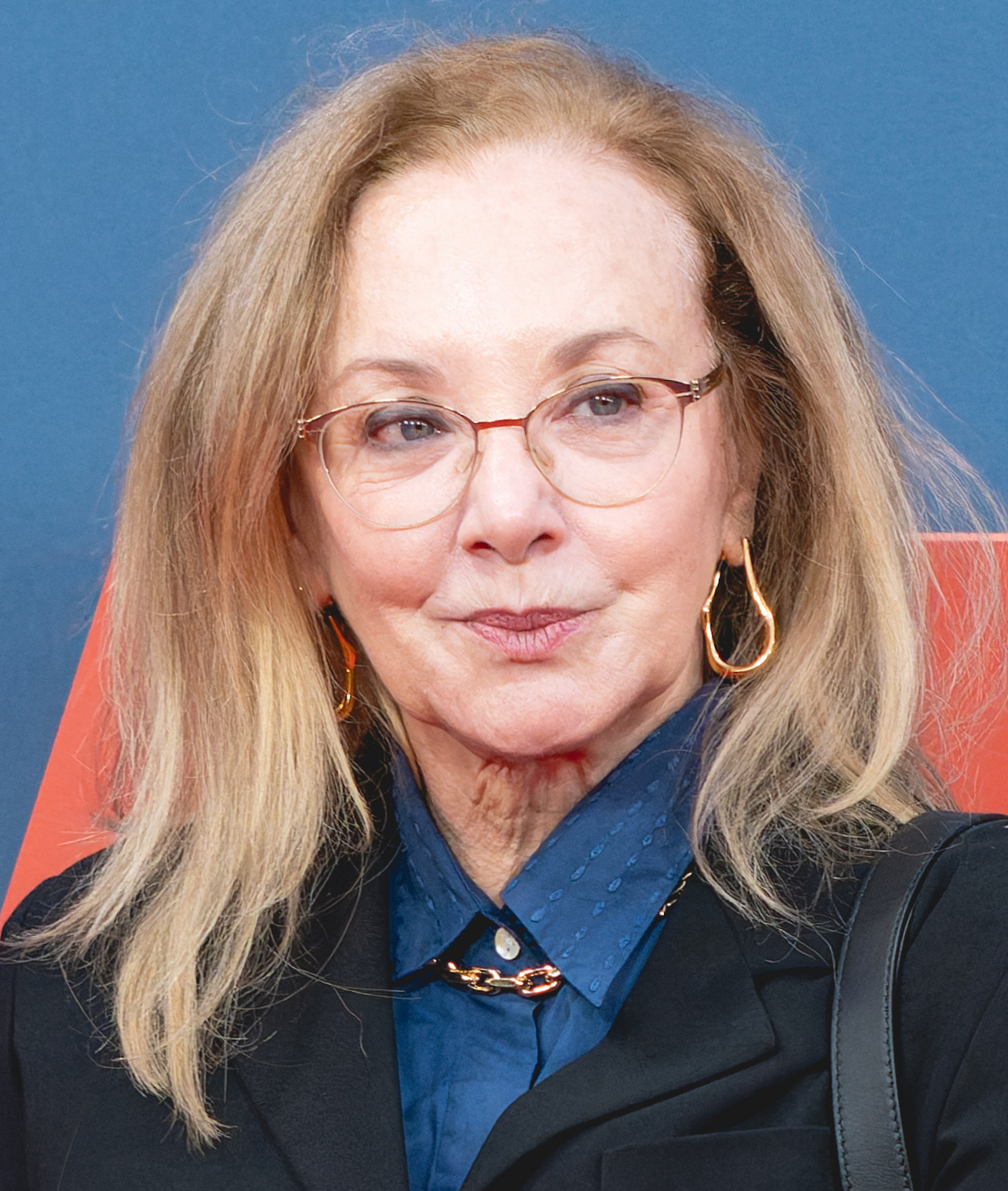
J. Smith-Cameron (2024)

J. Smith-Cameron (* 7. September 1957 in Louisville, Kentucky als Jean Isabel Smith) ist eine US-amerikanische Schauspielerin.

## Leben und Leistungen
Die Tochter eines Architekten nahm während ihres Studiums an der Florida State University an der Arbeit des örtlichen Amateurtheaters teil, wo sie als J. Smith angesprochen wurde. Sie debütierte in einer größeren Rolle im Filmdrama Gal Young ’Un, welches 1979 den Boston Society of Film Critics Award in der Kategorie Bester Independentfilm erhielt. Im Filmdrama Zwischen den Zeilen (1987) war sie in einer größeren Rolle neben Anne Bancroft, Anthony Hopkins und Judi Dench zu sehen.
Im Jahr 1989 wurde Smith-Cameron für ihre Rolle im Theaterstück Lend Me a Tenor mit dem Outer Critics Circle Award ausgezeichnet; im Jahr 1991 folgte eine Nominierung für den Tony Award für ihre Rolle im Stück Our Country’s Good. Im Filmdrama Zauber eines Sommers (1992) spielte sie neben C. Thomas Howell, Juliette Lewis, Helen Shaver und Eliza Dushku eine der größeren Rollen. In den Jahren 1995, 1998 und 2004 wurde sie für den Drama Desk Award nominiert. Für ihre Rolle im Stück As Bees in Honey Drown (1997) erhielt sie den Obie Award. Im Filmdrama You Can Count on Me (2000) mit Laura Linney, Mark Ruffalo und Matthew Broderick, das sowohl Oscar- wie auch Golden-Globe-Nominierungen erhielt, spielte Smith-Cameron eine der größeren Rollen. In der seit 2018 laufenden Serie Succession tritt sie in der Rolle der General Counsel und Interims-CEO Gerri Kellman auf. Die Serie gewann 2020 und 2022 den Emmy und den Golden Globe, Smith-Cameron war als Nebendarstellerin 2022 für den Emmy nominiert.
Im Jahr 2000 heiratete sie den Regisseur von You Can Count on Me, Kenneth Lonergan. Sie hat von ihm ein Kind.

## Filmografie (Auswahl)
- 1979: Gal Young ’Un
- 1984–1985: Springfield Story (Guiding Light, Fernsehserie)
- 1985: The Recovery Room
- 1987: Zwischen den Zeilen (84 Charing Cross Road)
- 1992: Zauber eines Sommers (That Night)
- 1994: Sie lebt zwei Leben (She Led Two Lives)
- 1996: Der Club der Teufelinnen (The First Wives Club)
- 1997: Arresting Gena
- 1997: In & Out
- 1999: Carrie 2 – Die Rache (The Rage: Carrie 2)
- 2000: You Can Count on Me
- 2001: Criminal Intent – Verbrechen im Visier (Fernsehserie, Folge 1x07: Todesengel)
- 2005: Bittersweet Place
- 2007: Criminal Intent – Verbrechen im Visier (Fernsehserie, Folge 6x21: Das Todesalbum)
- 2010–2011: True Blood (Fernsehserie)
- 2011: Margaret
- 2012: Ein riskanter Plan (Man on a Ledge)
- 2013–2016: Rectify (Fernsehserie)
- 2018–2023: Succession (Fernsehserie)
- 2022: Rache auf Texanisch (Vengeance)
- 2022: The Year Between
- 2023: Waco – The Aftermath (Fernsehserie)
- 2024: Schlaft gut, ihr fiesen Gedanken (Turtles All the Way Down)
- 2024: Hacks (Fernsehserie)